# Straßenradsport-Weltmeisterschaften 1998
Die Straßenradsport-Weltmeisterschaften 1998 fanden vom 4. bis 11. Oktober in der niederländischen Stadt Valkenburg statt. Es wurden insgesamt zehn Entscheidungen in den Disziplinen Einzelzeitfahren und Straßenrennen sowie in den Kategorien Frauen, Männer, Männer U23, Junioren und Juniorinnen ausgefahren. Die Zeitfahrwettbewerbe führten jeweils von Maastricht nach Valkenburg.

## Männer

### Straßenrennen (258 km)
| Platz | Athlet            | Land | Zeit      |
| ----- | ----------------- | ---- | --------- |
| 1     | Oscar Camenzind   | SUI  | 6:01:30 h |
| 2     | Peter Van Petegem | BEL  | 6:01:53 h |
| 3     | Michele Bartoli   | ITA  | 6:01:54 h |

### Einzelzeitfahren (44 km)
| Platz | Athlet           | Land | Zeit        |
| ----- | ---------------- | ---- | ----------- |
| 1     | Abraham Olano    | ESP  | 54:32,1 min |
| 2     | Melchor Mauri    | ESP  | 55:09,6 min |
| 3     | Serhij Hontschar | UKR  | 55:19,8 min |

## Frauen

### Straßenrennen (103 km)
| Platz | Athletin                      | Land | Zeit         |
| ----- | ----------------------------- | ---- | ------------ |
| 1     | Diana Žiliūtė                 | LTU  | 2:35:35 h    |
| 2     | Leontien Zijlaard-van Moorsel | NED  | gleiche Zeit |
| 3     | Hanka Kupfernagel             | GER  | gleiche Zeit |

### Einzelzeitfahren (23 km)
| Platz | Athlet                        | Land | Zeit         |
| ----- | ----------------------------- | ---- | ------------ |
| 1     | Leontien Zijlaard-van Moorsel | NED  | 31:51,14 min |
| 2     | Sulfija Sabirowa              | RUS  | 31:51,52 min |
| 3     | Hanka Kupfernagel             | GER  | 31:53,30 min |

## U23 Männer

### Straßenrennen (172 km)
| Platz | Athlet            | Land | Zeit         |
| ----- | ----------------- | ---- | ------------ |
| 1     | Ivan Basso        | ITA  | 4:00:30 h    |
| 2     | Rinaldo Nocentini | ITA  | 4:00:46 h    |
| 3     | Danilo Di Luca    | ITA  | gleiche Zeit |

### Einzelzeitfahren (33 km)
| Platz | Athlet            | Land | Zeit         |
| ----- | ----------------- | ---- | ------------ |
| 1     | Thor Hushovd      | NOR  | 43:19,84 min |
| 2     | Frédéric Finot    | FRA  | 43:30,48 min |
| 3     | Gianmario Ortenzi | ITA  | 43:36,67 min |

## Junioren

### Straßenrennen (120 km)
| Platz | Athlet           | Land | Zeit         |
| ----- | ---------------- | ---- | ------------ |
| 1     | Mark Scanlon     | IRL  | 2:54:36 h    |
| 2     | Filippo Pozzato  | ITA  | gleiche Zeit |
| 3     | Eduard Kiwischow | RUS  | gleiche Zeit |

### Einzelzeitfahren (23 km)
| Platz | Athlet            | Land | Zeit         |
| ----- | ----------------- | ---- | ------------ |
| 1     | Fabian Cancellara | SUI  | 29:39,15 min |
| 2     | Torsten Hiekmann  | GER  | 29:41,61 min |
| 3     | Filippo Pozzato   | ITA  | 29:46,41 min |

## Juniorinnen

### Straßenrennen (69 km)
| Platz | Athletin          | Land | Zeit         |
| ----- | ----------------- | ---- | ------------ |
| 1     | Tina Liebig       | GER  | 1:46:51 h    |
| 2     | Olga Sabelinskaja | RUS  | gleiche Zeit |
| 3     | Nathalie Bates    | AUS  | gleiche Zeit |

### Einzelzeitfahren (18 km)
| Platz | Athletin          | Land | Zeit         |
| ----- | ----------------- | ---- | ------------ |
| 1     | Trixi Worrack     | GER  | 23:22,70 min |
| 2     | Olga Sabelinskaja | RUS  | 23:28,15 min |
| 3     | Geneviève Jeanson | CAN  | 23:46,05 min |

## Medaillenspiegel
| Medaillenspiegel |             |      |        |        |        |
| Platz            | Land        | Gold | Silber | Bronze | Gesamt |
| 1                | Deutschland | 2    | 1      | 2      | 5      |
| 2                | Schweiz     | 2    | –      | –      | 2      |
| 3                | Italien     | 1    | 2      | 4      | 7      |
| 4                | Niederlande | 1    | 1      | –      | 2      |
| 4                | Spanien     | 1    | 1      | –      | 2      |
| 6                | Irland      | 1    | –      | –      | 1      |
| 6                | Litauen     | 1    | –      | –      | 1      |
| 6                | Norwegen    | 1    | –      | –      | 1      |
| 9                | Russland    | –    | 3      | 1      | 4      |
| 10               | Belgien     | –    | 1      | –      | 1      |
| 10               | Frankreich  | –    | 1      | –      | 1      |
| 12               | Australien  | –    | –      | 1      | 1      |
| 12               | Kanada      | –    | –      | 1      | 1      |
| 12               | Ukraine     | –    | –      | 1      | 1      |